# Dean Haglund
Dean Haglund (nacido el 29 de julio de 1965) es un actor canadiense, conocido por el papel de Richard "Ringo" Langly, uno de Los pistoleros solitarios de The X-Files. Haglund también es un comediante especializado en comedia de improvisación, incluido su trabajo con la Vancouver TheatreSports League. Además de The X-Files, interpretó la voz de Sid en Tom Sawyer, Haglund también interpretó a Langly en el spin-off The Lone Gunmen, que emitió trece episodios en 2001. Es el inventor del Chill Pak, un comercial externo producto de refrigeración para ordenadores portátiles.

## Temprana edad y educación
Haglund nació en Oakbank, Manitoba, Canadá, y es hijo de un ingeniero estructural. Su padre es sueco.

## Carrera
Después de sus papeles en X-Files y The Lone Gunmen, Haglund apareció brevemente en una producción de estilo documental llamada "From Here to Andromeda", lanzada en 2007. La producción trata de ovnis y extraterrestres como tema central. El 30 de octubre de 2009, presentó Ghost Adventures Live en Travel Channel. Antes de Expediente X, Dean apareció en el episodio 95 de Bones como el dueño del restaurante Blaine Miller en Roswell, donde Booth y Bones son enviados a investigar un posible avistamiento extraterrestre. Formó parte del consejo asesor de Sci-Fest, el primer festival anual de teatro de ciencia ficción en un acto de Los Ángeles, que se celebró en mayo de 2014. 
En junio de 2015, Haglund emigró a Sídney, Australia con su novia y sus dos perros, y ahora vive en Newtown. La reubicación de Haglund a Australia casi resultó en la eliminación de un cameo planeado por Lone Gunmen en el episodio "Babylon" de la décima temporada revivida de The X-Files. Sin embargo, Bruce Harwood le informó que los productores lo estaban buscando y los contactó para filmar la aparición. Actualmente presenta el podcast Chillpak Hollywood Hour, donde habla de todo lo relacionado con Hollywood con el cineasta independiente Phil Leirness.

## Otras lecturas
- Interview with Dean Haglund (2005), on Slice of SciFi